# Bakassi
Bakassi je africký poloostrov v Guinejském zálivu. Má rozlohu 665 km² a žije na něm podle odhadů 150 až 300 tisíc obyvatel, převážně z kmene Oronů. Je sporným územím mezi Nigérií a Kamerunem.
Poloostrov je plochý a bažinatý, porostlý mangrovy. Má strategický význam vzhledem k poloze u ústí řeky Cross River, hlavním odvětvím ekonomiky je rybolov. U pobřeží se nacházejí zásoby ropy, i když těžba není ekonomicky příliš významná.
Oblast ovládli v roce 1884 Britové, v roce 1961 se stala de facto součástí Nigérie, ale Kamerun její nároky zpochybnil a v roce 2002 Mezinárodní soudní dvůr označil Bakassi za kamerunské území. V roce 2006 byla v Greentree v USA podepsána dohoda o předání území, i když nigerijský senát v roce 2007 označil odstoupení Bakassi za neústavní. Kamerunci poloostrov obsadili 14. srpna 2008; podle dohody garantoval práva původních obyvatel, přesto se část z nich rozhodla odstěhovat do Nigérie, kde založili nové město Dayspring. V regionu působí ozbrojená skupina Bakassi Movement for Self-Determination (BAMOSD), usilující o nezávislost poloostrova.